# 後藤正幸 (工学者)
後藤 正幸（ごとう まさゆき）は、日本の経営工学者。早稲田大学データサイエンス研究所所長、早稲田大学理工学術院創造理工学部経営システム工学科教授。

## 人物・経歴
1992年武蔵工業大学（現東京都市大学）工学部経営工学科卒業。1994年同大学大学院経営工学専攻修了。1997年早稲田大学理工学部助手。1998年早稲田大学大学院博士後期課程単位取得退学。 2000年東京大学大学院工学系研究科環境海洋工学専攻助手、博士（工学）。 2002年武蔵工業大学環境情報学部助教授。2008年早稲田大学理工学術院創造理工学部経営システム工学科准教授。2011年早稲田大学理工学術院創造理工学部経営システム工学科教授。2015年早稲田大学データサイエンス研究所所長、日本経営工学会監事。

## 受賞
- 情報処理学会IPSJ第74回全国大会優秀賞 2012[3]
- 情報処理学会IPSJ第77回全国大会優秀賞 2015[3]
- 日本経営工学会論文賞 2015[3]
- 日本学術振興会科研費審査員表彰 2016[3]
- Best Paper Award，15th Asian Network for Quality Congress 2017[3]
- The World CIST'18 Best Paper Award，6th World Conference on Information Systems and Technologies 2018[3]
- Best Paper Award，The 20th Asia Pacific Industrial Engineering and Management Systems 2019[3]
- IDRユーザフォーラム2020 企業賞，DBSJ特別賞 2020[3]
- Encouragement Paper Award，Asian Association of Management Science and Applications 2021[3]
- Best Paper Award, The 19th ANQ Congress 2021[3]
- 経営情報学会論文賞 2021[3]